# Morgan Motor Truck Company
Morgan Motor Truck Company, vorher Morgan Motor Company und R. L. Morgan Company, war ein US-amerikanischer Hersteller von Kraftfahrzeugen.

## Unternehmensgeschichte
Ralph L. Morgan gründete 1902 die Morgan Motor Company in Worcester in Massachusetts. Er begann mit der Produktion von Nutzfahrzeugen. Der Markenname lautete Morgan. Laut einer Quelle endete 1903 die Produktion vorübergehend.
1908 folgte darauf die R. L. Morgan Company. Ob es eine Umbenennung oder eine Neugründung war, bleibt unklar. Ralph H. Morgan blieb die treibende Kraft. William M. Steele war nun ebenfalls im Unternehmen tätig. Im Dezember 1912 übernahm Steele die Kontrolle.
1913 folgte die Umfirmierung in Morgan Motor Truck Company. Ein Personenkraftwagen wurde entwickelt, der ebenfalls als Morgan vermarktet werden sollte. Ende 1913 endete die Fahrzeugproduktion.
Ab 1914 stellte Steele Lastkraftwagen unter eigenem Namen her. Die Firmierung lautete entweder W. M. Steele Company oder William Steele Company.

## Fahrzeuge
Die Lastkraftwagen waren sowohl mit Dampf- als auch mit Ottomotoren erhältlich. Sie hatten zwei bis drei Tonnen Nutzlast.
Der Pkw von 1913 war für das wachsende Segment der Cyclecars gedacht. Ob er tatsächlich die Kriterien für Cyclecars erfüllte, bleibt unklar. Das Fahrzeug blieb ein Prototyp.
Es gab keine Verbindungen zur britischen Morgan Motor Company und zur Morgan Morgan Company aus Brooklyn, die den gleichen Markennamen nutzten.